# Bahnstrecke St. Gallen–Winterthur
| Thurbrücke Schwarzenbach mit RABe 511 als Rheintal-Express Wil–St. Gallen–Chur |                                                                   |                                                  |                                                  |
| Streckennummer (BAV): | 850 (St. Gallen–Winterthur Nord) 751 (Winterthur Nord–Winterthur) |                                                  |                                                  |
| Fahrplanfeld: | 850                                                               |                                                  |                                                  |
| Streckenlänge: | 57,1 km                                                           |                                                  |                                                  |
| Spurweite: | 1435 mm (Normalspur)                                              |                                                  |                                                  |
| Stromsystem: | 15 kV 16,7 Hz ~                                                   |                                                  |                                                  |
| Maximale Neigung: | 16 ‰                                                              |                                                  |                                                  |
| Streckengeschwindigkeit: | 140 km/h                                                          |                                                  |                                                  |
| Zweigleisigkeit: | durchgehend                                                       |                                                  |                                                  |
| |                                                                   |                                                  |                                                  |
| \| \| \| SBB von Rorschach S 5 und SOB von Romanshorn S 1 \| \| \| \| \| AB von Trogen \| \| \| \| 80,46 \| St. Gallen \| 669,6 m ü. M. \| \| \| \| AB nach Appenzell \| \| \| \| \| Kulminationspunkt \| 676,5 m ü. M. \| \| \| \| SOB nach Herisau–Wattwil \| \| \| \| 84,05 \| St. Gallen Bruggen \| 651,6 m ü. M. \| \| \| \| Sitter (190 m) \| \| \| \| \| AB von Herisau–Appenzell bis 1913 \| \| \| \| 86,38 \| St. Gallen Winkeln \| 654,7 m ü. M. \| \| \| \| AB von Herisau–Appenzell seit 1913 \| \| \| \| 90,13 \| Gossau SG \| 637,9 m ü. M. \| \| \| \| SBB nach Sulgen S 5 \| \| \| \| \| Glatt Gossau (110 m) \| \| \| \| 93,22 \| Anschlussgleis \| 623,6 m ü. M. \| \| \| \| Fehlerprofil -0.01 \| \| \| \| 95,33 \| Flawil \| 610,7 m ü. M. \| \| \| \| Uze (122 m) \| \| \| \| 100,94 \| Uzwil \| 563,8 m ü. M. \| \| \| \| Werkbahn Bühler AG \| \| \| \| \| \| \| \| \| 103,23 \| Algetshausen-Henau 1927–2013 \| 555,4 m ü. M. \| \| \| 106,72 \| Schwarzenbach SG ehemaliger Bahnhof \| 540,1 m ü. M. \| \| \| \| Thur Schwarzenbach (166 m) \| \| \| \| \| Fehlerprofil -0.21 \| \| \| \| \| SBB von Wattwil \| \| \| \| 110,62 \| Wil SG Endpunkte S 1 S 35 \| 570,8 m ü. M. \| \| \| \| Thurbo nach Weinfelden \| \| \| \| \| FW nach Frauenfeld \| \| \| \| 113,83 \| Sirnach \| 549,4 m ü. M. \| \| \| \| Murg \| \| \| \| 117,45 \| Eschlikon \| 566,8 m ü. M. \| \| \| 120,95 \| Guntershausen seit 1927 \| 546,2 m ü. M. \| \| \| 122,90 \| Aadorf \| 527,6 m ü. M. \| \| \| 126,15 \| Elgg \| 507,0 m ü. M. \| \| \| 130,51 \| Schottikon seit 1930 \| 486,1 m ü. M. \| \| \| 131,84 \| Räterschen \| 475,7 m ü. M. \| \| \| 133,92 \| Winterthur Hegi seit 2006 \| 460,9 m ü. M. \| \| \| \| SBB von Rapperswil \| \| \| \| 135,29 \| Winterthur Grüze \| 452,1 m ü. M. \| \| \| \| SBB von Romanshorn S 8 S 30 \| \| \| \| 136,48 \| Schwalmenacker seit 2015 \| 445,9 m ü. M. \| \| \| \| SBB von Schaffhausen \| \| \| \| 137,81 \| Winterthur Endpunkte S 30 S 35 \| 438,9 m ü. M. \| \| \| \| SBB nach Koblenz und nach Zürich S 8 \| \| |                                                                   |                                                  |                                                  |
| Strecke |                                                                   | SBB von Rorschach S 5 und SOB von Romanshorn S 1 | SBB von Rorschach S 5 und SOB von Romanshorn S 1 |
| Strecke · U-Bahn-Strecke von links |                                                                   | AB von Trogen                                    | AB von Trogen                                    |
| Bahnhof · Bahnhof mit U-Bahn Streckenanfang | 80,46                                                             | St. Gallen                                       | 669,6 m ü. M.                                    |
| Strecke von links · Abzweig geradeaus und nach rechts · Strecke nach links |                                                                   | AB nach Appenzell                                | AB nach Appenzell                                |
| Strecke · Kulminations-/Scheitelpunkt |                                                                   | Kulminationspunkt                                | 676,5 m ü. M.                                    |
| Strecke nach links · Kreuzung geradeaus unten |                                                                   | SOB nach Herisau–Wattwil                         | SOB nach Herisau–Wattwil                         |
| Haltepunkt / Haltestelle | 84,05                                                             | St. Gallen Bruggen                               | 651,6 m ü. M.                                    |
| Brücke über Wasserlauf |                                                                   | Sitter (190 m)                                   | Sitter (190 m)                                   |
| Strecke · Strecke von links (außer Betrieb) |                                                                   | AB von Herisau–Appenzell bis 1913                | AB von Herisau–Appenzell bis 1913                |
| Bahnhof · Kopfbahnhof Streckenende (Strecke außer Betrieb) | 86,38                                                             | St. Gallen Winkeln                               | 654,7 m ü. M.                                    |
| Strecke · Strecke von links |                                                                   | AB von Herisau–Appenzell seit 1913               | AB von Herisau–Appenzell seit 1913               |
| Bahnhof · Kopfbahnhof Streckenende | 90,13                                                             | Gossau SG                                        | 637,9 m ü. M.                                    |
| Abzweig geradeaus und nach rechts |                                                                   | SBB nach Sulgen S 5                              | SBB nach Sulgen S 5                              |
| Brücke über Wasserlauf |                                                                   | Glatt Gossau (110 m)                             | Glatt Gossau (110 m)                             |
| Abzweig geradeaus und nach rechts | 93,22                                                             | Anschlussgleis                                   | 623,6 m ü. M.                                    |
| Kilometer-Wechsel |                                                                   | Fehlerprofil -0.01                               | Fehlerprofil -0.01                               |
| Bahnhof | 95,33                                                             | Flawil                                           | 610,7 m ü. M.                                    |
| Brücke über Wasserlauf |                                                                   | Uze (122 m)                                      | Uze (122 m)                                      |
| Bahnhof | 100,94                                                            | Uzwil                                            | 563,8 m ü. M.                                    |
| Abzweig geradeaus und nach links · Strecke von rechts |                                                                   | Werkbahn Bühler AG                               | Werkbahn Bühler AG                               |
| Kreuzung geradeaus oben · Strecke nach rechts |                                                                   |                                                  |                                                  |
| ehemaliger Haltepunkt / Haltestelle | 103,23                                                            | Algetshausen-Henau 1927–2013                     | 555,4 m ü. M.                                    |
| ehemaliger Haltepunkt / Haltestelle | 106,72                                                            | Schwarzenbach SG ehemaliger Bahnhof              | 540,1 m ü. M.                                    |
| Brücke über Wasserlauf |                                                                   | Thur Schwarzenbach (166 m)                       | Thur Schwarzenbach (166 m)                       |
| Kilometer-Wechsel |                                                                   | Fehlerprofil -0.21                               | Fehlerprofil -0.21                               |
| Abzweig geradeaus und von links |                                                                   | SBB von Wattwil                                  | SBB von Wattwil                                  |
| Kopfbahnhof Streckenanfang · Bahnhof | 110,62                                                            | Wil SG Endpunkte S 1 S 35                        | 570,8 m ü. M.                                    |
| Strecke · Abzweig geradeaus und nach links · Strecke von rechts |                                                                   | Thurbo nach Weinfelden                           | Thurbo nach Weinfelden                           |
| Kreuzung geradeaus oben · Kreuzung geradeaus oben · Strecke nach rechts |                                                                   | FW nach Frauenfeld                               | FW nach Frauenfeld                               |
| Bahnhof | 113,83                                                            | Sirnach                                          | 549,4 m ü. M.                                    |
| Brücke über Wasserlauf |                                                                   | Murg                                             | Murg                                             |
| Bahnhof | 117,45                                                            | Eschlikon                                        | 566,8 m ü. M.                                    |
| Haltepunkt / Haltestelle | 120,95                                                            | Guntershausen seit 1927                          | 546,2 m ü. M.                                    |
| Bahnhof | 122,90                                                            | Aadorf                                           | 527,6 m ü. M.                                    |
| Bahnhof | 126,15                                                            | Elgg                                             | 507,0 m ü. M.                                    |
| Haltepunkt / Haltestelle | 130,51                                                            | Schottikon seit 1930                             | 486,1 m ü. M.                                    |
| Haltepunkt / Haltestelle | 131,84                                                            | Räterschen                                       | 475,7 m ü. M.                                    |
| Haltepunkt / Haltestelle | 133,92                                                            | Winterthur Hegi seit 2006                        | 460,9 m ü. M.                                    |
| Abzweig geradeaus und von links |                                                                   | SBB von Rapperswil                               | SBB von Rapperswil                               |
| Bahnhof | 135,29                                                            | Winterthur Grüze                                 | 452,1 m ü. M.                                    |
| Abzweig geradeaus und von rechts |                                                                   | SBB von Romanshorn S 8 S 30                      | SBB von Romanshorn S 8 S 30                      |
| Dienststation / Betriebs- oder Güterbahnhof | 136,48                                                            | Schwalmenacker seit 2015                         | 445,9 m ü. M.                                    |
| Abzweig geradeaus und von rechts |                                                                   | SBB von Schaffhausen                             | SBB von Schaffhausen                             |
| Bahnhof | 137,81                                                            | Winterthur Endpunkte S 30 S 35                   | 438,9 m ü. M.                                    |
| Abzweig geradeaus und nach rechts |                                                                   | SBB nach Koblenz und nach Zürich S 8             | SBB nach Koblenz und nach Zürich S 8             |

Die Bahnstrecke St. Gallen–Winterthur ist eine normalspurige Eisenbahnstrecke in den Schweizer Kantonen St. Gallen, Thurgau und Zürich und gehört den Schweizerischen Bundesbahnen (SBB). Die 57,1 Kilometer lange Strecke wurde zwischen 1855 und 1856 in vier Etappen von der St. Gallisch-Appenzellischen Eisenbahn (SGAE) eröffnet.

## Geschichte

### Bau und Eröffnung

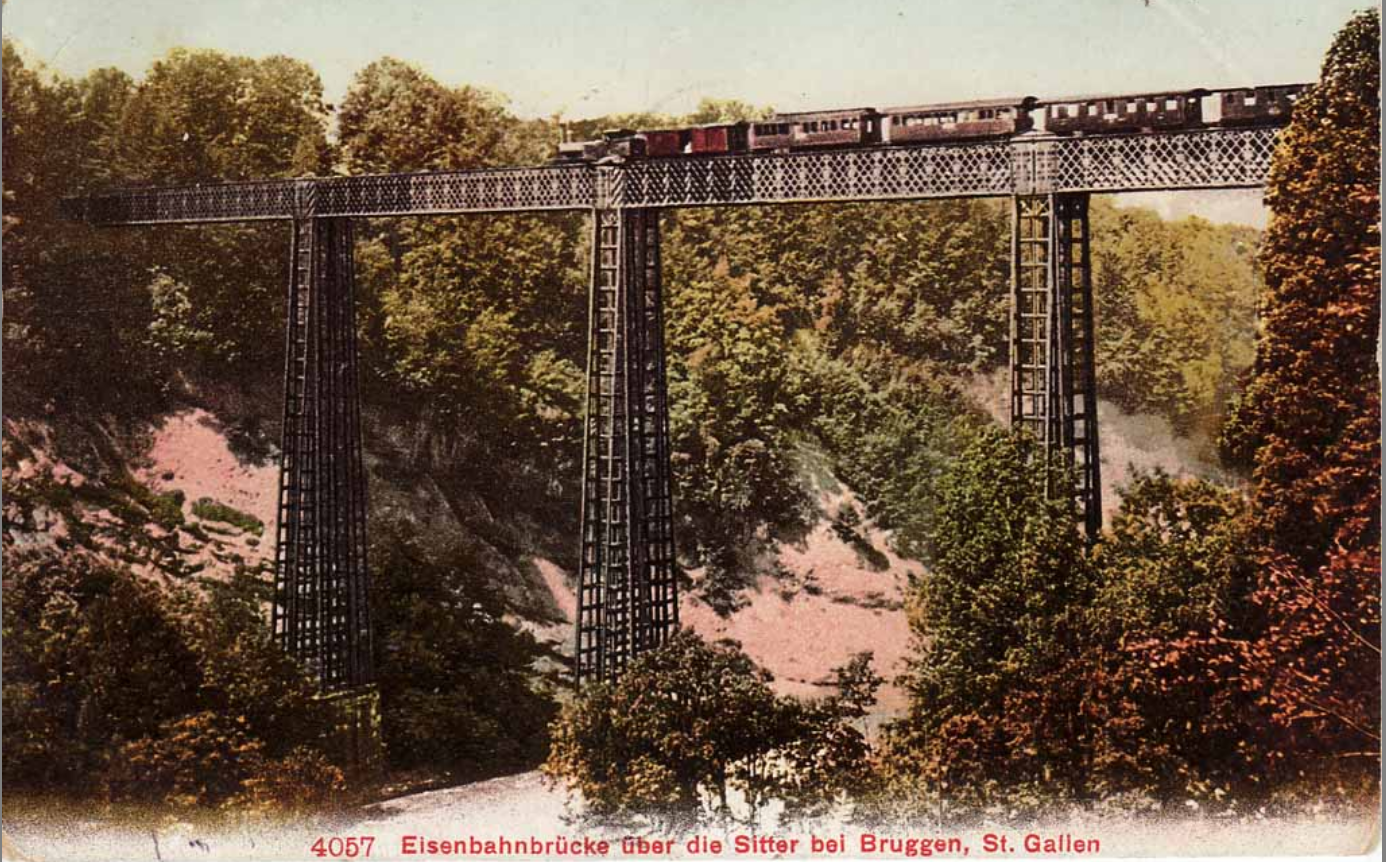
Ursprüngliche Brücke über die Sitter mit einem Gitterträger. Die Brücken über die Glatt, Uze und Thur wurden nach den gleichen Konstruktionsprinzipien errichtet.

Der Kanton Thurgau wollte die Konzession auf seinem Hoheitsgebiet anfänglich verweigern, da der Streckenverlauf den Thurgau nicht begünstigt hätte. So stand in einem Bericht: «Die Anstände mit Thurgau, welche die Collaudation der Strecke zwischen Rickenbach und Aadorf ohne hinreichende Gründe hinauszögern, sind wesentlich Schuld, dass die Probefahrten auf der St. Galler-Appenzeller-Bahn zwischen Winterthur und Wyl erst nach beiläufig 10 Tagen beginnen können.» Deutlich wird es am 27. September 1855: « … traf die Lokomotive St. Gallen in Wyl ein und wurde mit Böllerschüssen begrüßt. Dieselbe ist von neuester, sehr schöner Konstruktion und wesentlich verschieden von denjenigen der Nordostbahn.» Die Schweizerische Nordostbahn betrieb die durch den Thurgau verlaufende Konkurrenzstrecke Winterthur–Frauenfeld–Romanshorn.
Der Abschnitt Winterthur–Wil–Thurbrücke Schwarzenbach wurde unter der Leitung von Julius Herz erbaut. Das Teilstück Winterthur–Wil wurde am 14. Oktober 1855 eröffnet. Die Fahrzeit betrug damals 40 Minuten.
Der Streckenverlauf zwischen Wil und Flawil wurde heftig diskutiert. Die SGAE beantragte die Konzession für den leicht trassierbaren Streckenverlauf von Schwarzenbach aus südlich des Uzwiler Hausbergs Vogelsberg über den Bettenauer Weiher und Oberuzwil nach Flawil. Mit Blick auf die Industrie wurde ein Streckenverlauf nördlich des Vogelsbergs bevorzugt, damit Uzwil einen Bahnhof erhalten konnte. So musste eine enge S-Kurve am Rande des Vogelsberges, wo der spätere Bahnhof Uzwil zu liegen kam, angelegt werden. Das hatte zur Folge, dass diese S-Kurve heute einer der langsamsten Abschnitte der ganzen Strecke sowie die engste Kurve des Hochgeschwindigkeitsverkehrs in der Schweiz ist. Am 25. Dezember 1855 wurde der Streckenabschnitt Wil–Flawil eingeweiht.
Vom 14. Januar 1854 bis zum 10. Februar 1856 erfolgte der Bau der Stahlfachwerkbrücke über die Glatt bei Burgau zwischen Flawil und Gossau SG. Am 15. Februar 1856 wurden Gossau und Winkeln erreicht. Am 24. März 1856 schliesslich konnte die Strecke bis in die Stadt St. Gallen erweitert werden. Dazu wurde die von Karl Etzel entworfene eiserne Gitterbrücke über die Sitter gebaut, das erste Sitterviadukt.

### Weitere Entwicklung

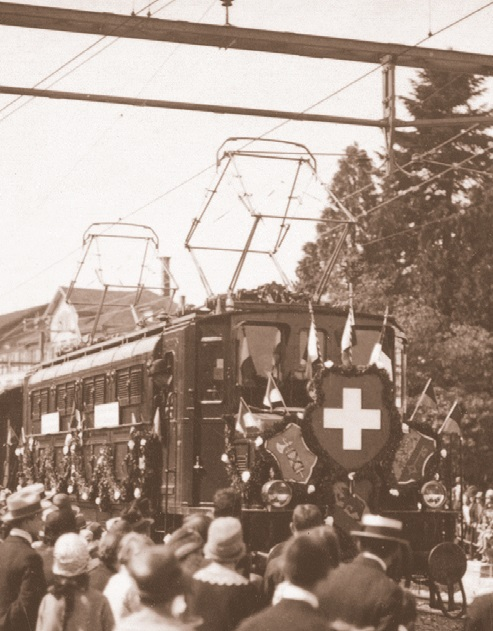
Eröffnungszug des elektrischen Betriebs 1927 mit einer Ae 3/6 I in Flawil

Am 31. Dezember 1879 entgleiste in Vonwil bei St. Gallen ein aus Winterthur kommender Zug. Die beiden Lokomotiven kamen links und rechts des Bahngleises zu liegen, die Wagen schoben sich ineinander. Das Unglück forderte zwei Todesopfer und mehrere, teils schwer Verletzte.
Die Strecke wurde bei der Verstaatlichung der Eisenbahnen am 1. Juli 1902 ein Bestandteil der Schweizerischen Bundesbahnen. Ab 1903 bauten die SBB die Strecke etappenweise auf Doppelspur aus und elektrifizierten sie im Jahr 1927 mit 15'000 Volt 16 ⅔ Hz. Zur gleichen Zeit wurde die Haltestelle Algetshausen-Henau eingeweiht und in Uzwil die Werkbahn der Gebrüder Bühler dem Betrieb übergeben. Im Zuge des Doppelspurausbaus erfolgte 1924/1925 der Neubau des Sitterviadukts und der Glattbrücke bei Burgau. Die Steinbogenbrücke über die Glatt mit einer Gesamthöhe von 30 Metern und einer Länge von 102 Metern wurde 1997 durch einen abermaligen Neubau ersetzt. Dank einem neu unten angehängten Steg für Velos und Fussgänger wurde der Weg von Gossau nach Flawil ebenerdig, und der Umweg über den 1988 von der Felddivision 7 errichteten Militärsteg entfiel.
Im Dezember 2006 wurde als Teil der dritten Ausbauetappe der S-Bahn Zürich die Haltestelle Winterthur Hegi eröffnet. 2013 wurden die Haltestelle Algetshausen-Henau und der Bahnhof Schwarzenbach SG geschlossen.

## Streckenverlauf
Vom Bahnhof St. Gallen aus, der wie die Altstadt in der Furche zwischen Sitter und Steinach liegt, geht es westwärts am südlichen Bergfuss bis zur Sitterquerung und anschliessend weiter bis Gossau SG. Ab hier hält sich die Bahnstrecke südlich der sich zunehmend eintiefenden Glatt an das hügelige Alpenvorland. Das Becken von Uzwil wird dabei teilweise ausgefahren und an der Südflanke des Thurtales bis zur Querung des Flusses bei Schwarzenbach SG auf deren Talboden hinabgestiegen. Ab nun geht es wieder aufwärts Richtung Wil SG, das auf einer flachen Wasserscheide zur Murg liegt. Weiter geht es Richtung Westen unter Querung des Murgtals bei Sirnach, von wo aus die ineinander übergehenden Furchen der Lützelmurg und der Eulach bis Winterthur benutzt werden. Der Bahnhof Winterthur wurde dabei nach einer Linkskurve von etwa 90 Grad in südwestlicher Richtung quer zum Talboden an der Altstadt zwischen Brüelberg und Heiligberg angelegt.

## Betrieb
Im Fernverkehr gehört die Strecke zur Ost-West-Achse St. Gallen–Genf. Im Regionalverkehr verkehrt auf dem St. Galler Teilstück der Interregio von Chur über St. Gallen nach Zürich. Im Nahverkehr wird die Strecke von der S 1 (St. Gallen–Wil), der Verstärkungslinie S 11 (St. Gallen–Wil) und der S 5 (St. Gallen–Gossau–Weinfelden) der S-Bahn St. Gallen befahren. Der Abschnitt westlich von Wil wird von der Linie S 35 Winterthur–Wil der S-Bahn Zürich bedient.
Die Strecke wird 2017/18 von folgenden Linien bedient:
Fernverkehr
- Zürich HB – St. Gallen – Memmingen – München
- 1 Genève-Aéroport – Bern – Zürich HB – St. Gallen
- 5 Lausanne – Biel/Bienne – Zürich HB ( – St. Gallen/Rorschach)
- 13 Zürich HB/St. Gallen – Sargans/Chur teilweise , teilweise  FS  (Alpenrhein-Express) ersetzte den REX – Rheintal-Express auf der Route von Chur bis St. Gallen (ab 1995) und bis Wil (2013–2018)

Regionalverkehr
- SN St. Margrethen – Rorschach – St. Gallen – Gossau SG – Wil – Winterthur  (Nachtlinie)

S-Bahn St. Gallen
- S 1 Wil – Gossau SG – St. Gallen –  Romanshorn – Kreuzlingen – Schaffhausen
- S 5 Weinfelden – Sulgen – Gossau SG – St. Gallen – Rorschach – St. Margrethen

S-Bahn Zürich
- S 35 Winterthur – Wil

## Bilder

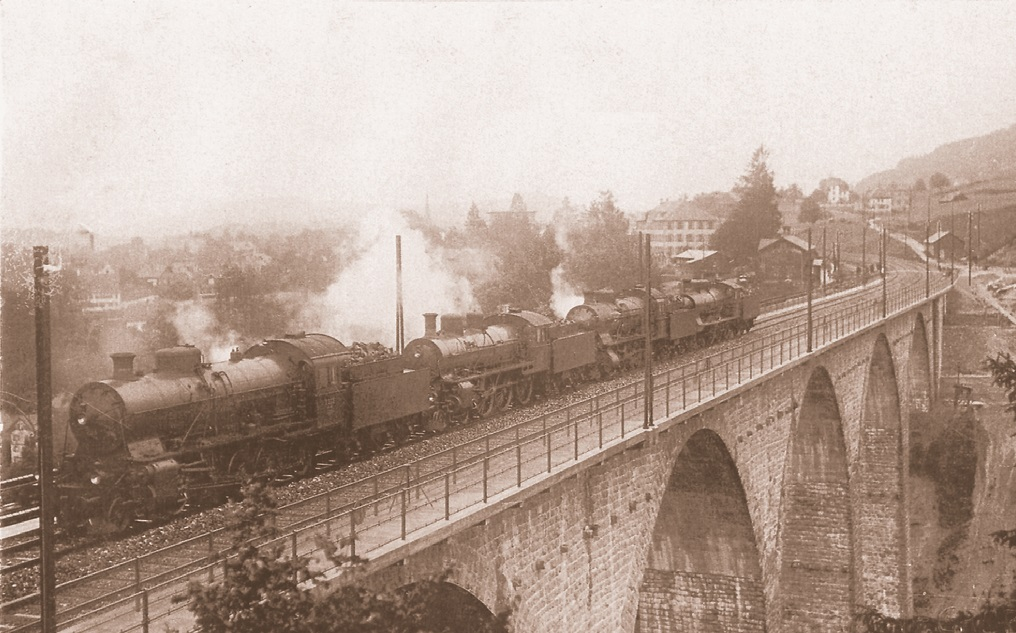
Belastungsprobe des Sitterviadukts kurz vor Aufnahme des elektrischen Betriebs
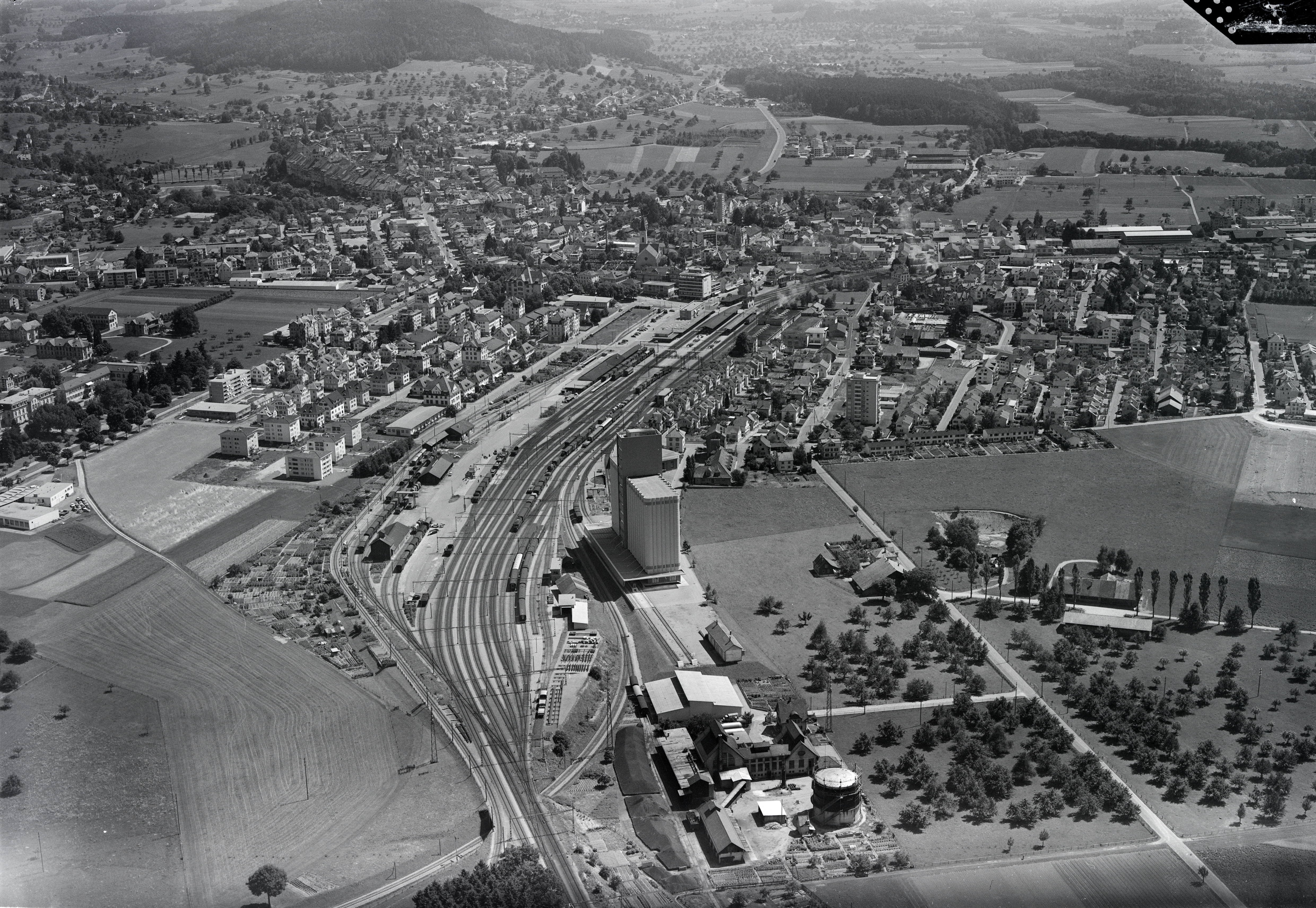
Luftaufnahme des Bahnhofs Wil mit dem markanten Silo aus dem Jahr 1963
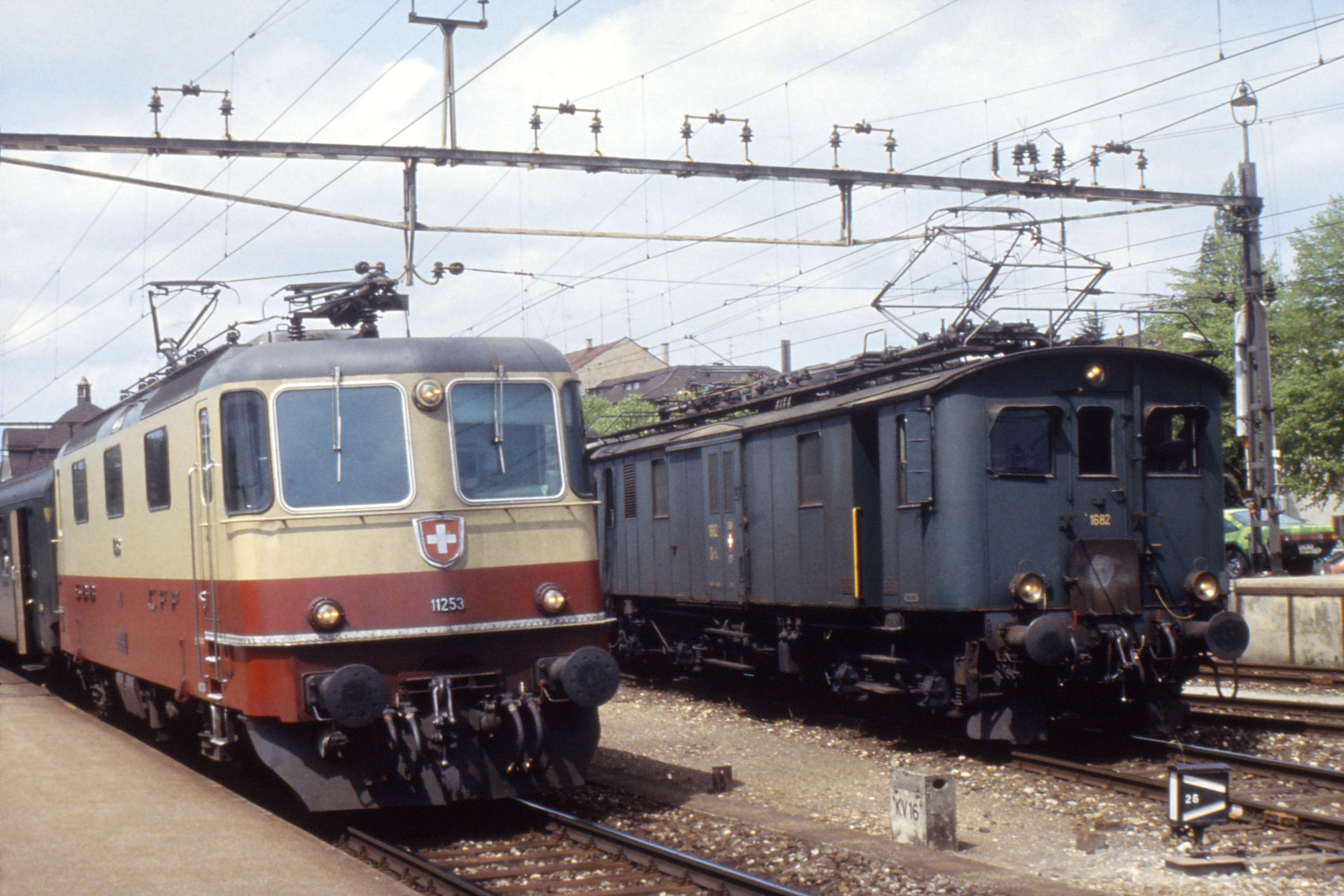
In den 1970er- und 1980er-Jahren prägten die  Re 4/4 II (links im Bild mit TEE-Anstrich) den Betrieb. Rechts ein zwischen Sulgen und St. Gallen verkehrender De 4/4.
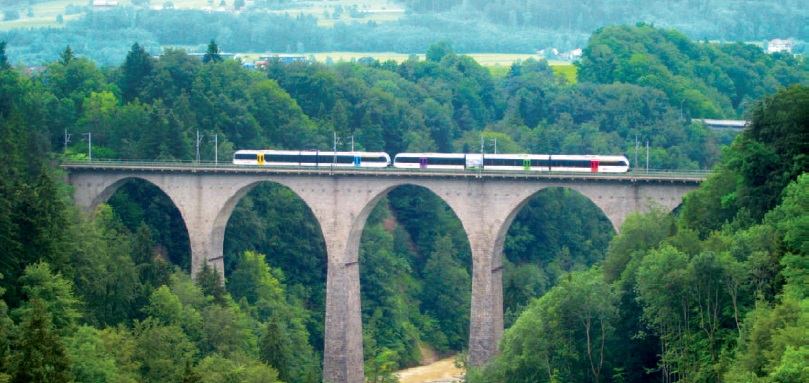
S-Bahn von Thurbo auf dem Sitterviadukt bei St. Gallen Bruggen
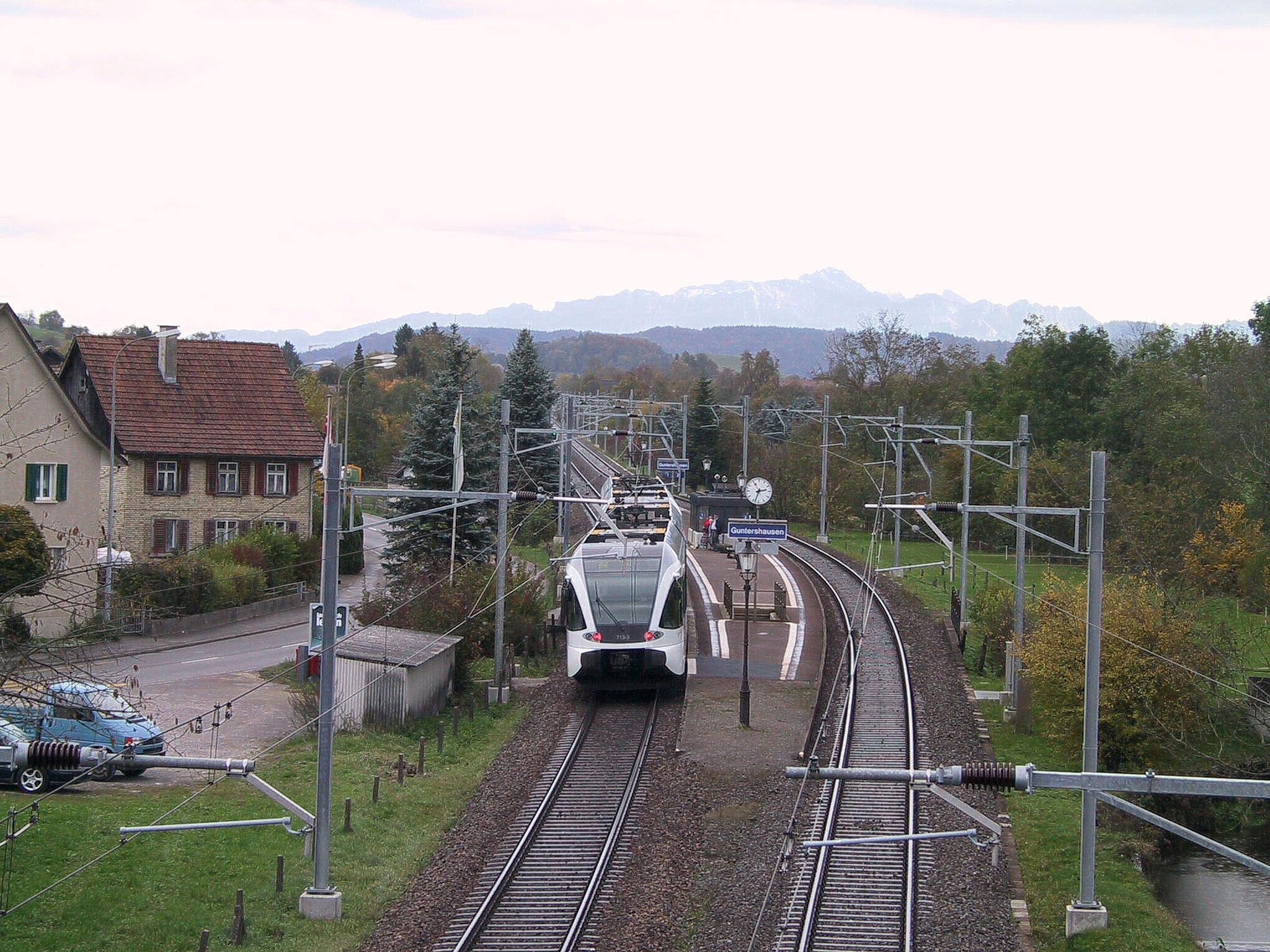
Eine haltende S 35  in Guntershausen, im Hintergrund Alpstein mit Säntis
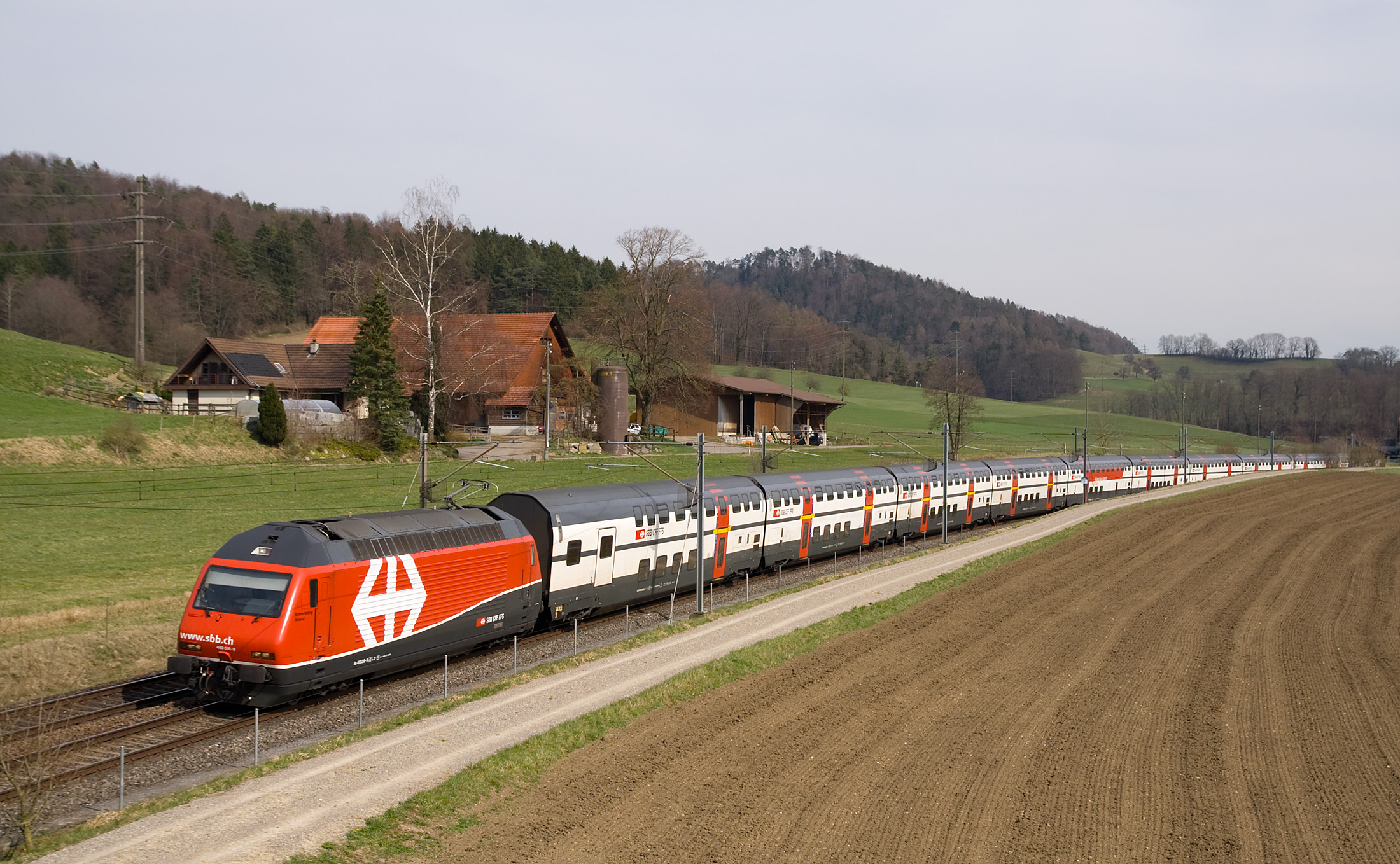
Re 460 mit einem IC2000 bei Schottikon